# Scarus schlegeli
Scarus schlegeli är en fiskart som först beskrevs av Bleeker, 1861.  Scarus schlegeli ingår i släktet Scarus och familjen Scaridae. IUCN kategoriserar arten globalt som livskraftig. Inga underarter finns listade i Catalogue of Life.